# Telipogon dalstromii
Telipogon dalstromii är en orkidéart som beskrevs av Dodson. Telipogon dalstromii ingår i släktet Telipogon och familjen orkidéer. Inga underarter finns listade i Catalogue of Life.